# 五千円紙幣
五千円紙幣（ごせんえんしへい）は、日本銀行券の1つ。五千円券（ごせんえんけん）、五千円札（ごせんえんさつ）とも呼ばれる。額面は5,000円で、歴代の日本銀行券の中で一万円紙幣に次いで2番目に高額面である。
現在発行されている五千円紙幣は、2004年（平成16年）から発行されている樋口一葉の肖像のE号券と、2024年（令和6年）から発行されている津田梅子の肖像のF号券である。
この他にかつて発行されたC号券とD号券があり、これまでに発行された五千円紙幣は全部で4種類存在する。いずれも法律上有効である。

## C号券

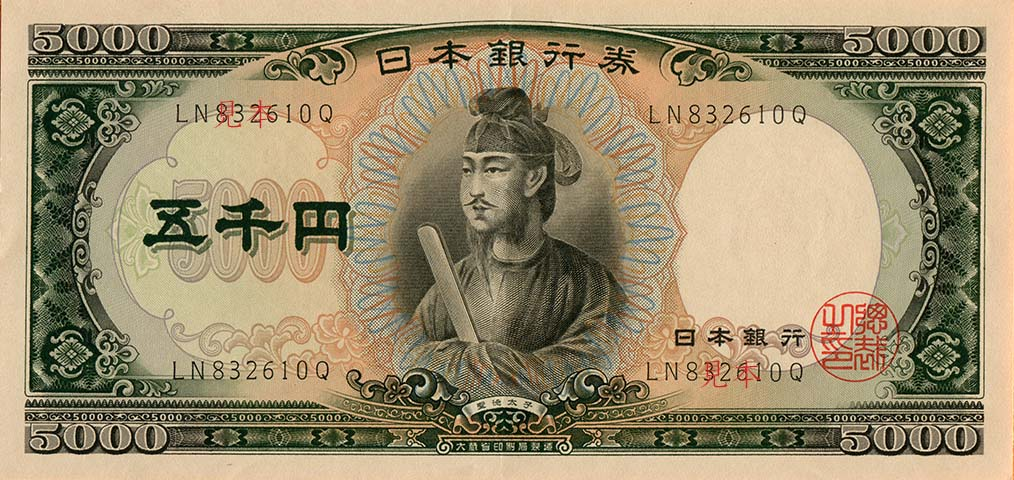
表面

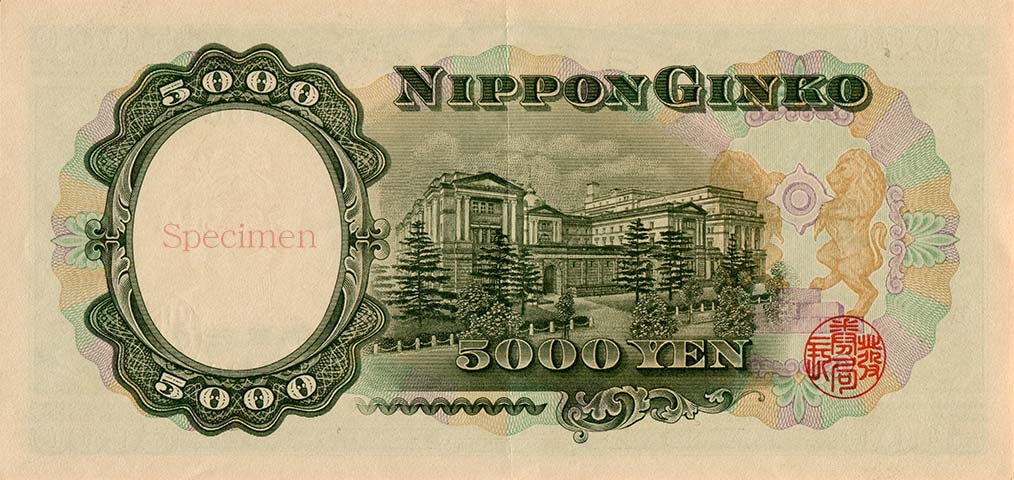
裏面

C券とも呼ばれる。1957年（昭和32年）9月17日の大蔵省告示第200号「昭和三十二年十月一日から発行する日本銀行券五千円の様式を定める件」で紙幣の様式が定められている。主な仕様は下記の通り。
- 日本銀行券
- 額面 五千円（5,000円）
- 表面 聖徳太子[4]
- 裏面 日本銀行本店本館
- 印章 〈表面〉総裁之印　〈裏面〉発券局長
- 銘板 大蔵省印刷局製造
- 記番号仕様
  - 記番号色 黒色
  - 記番号構成 記号：英字1 - 2文字＋通し番号：数字6桁＋記号：英字1文字
- 寸法 縦80mm、横169mm[4]
- 製造実績
  - 印刷局から日本銀行への納入期間 1957年（昭和32年）2月21日 - 1983年（昭和58年）10月18日[5]
  - 製造枚数 2,219,000,000枚[6]
- 発行開始日 1957年（昭和32年）10月1日[4]
- 支払停止日 1986年（昭和61年）1月4日[2]
- 有効券

1953年（昭和28年）にB壱万円券の発行方針が公表されるも、当時は通貨インフレーション発生に対する警戒感が非常に根強く一旦は断念していた。1955年（昭和30年）頃から神武景気と呼ばれる飛躍的な経済成長が続き、当時の最高額面のB千円券が紙幣発行高の85％を占めるようになった。やがて経済成長と共に国内経済が安定しかつてのようなインフレーションの心配もほぼなくなり、更なる高額紙幣発行の反対意見も収まりを見せたことから改めて一万円紙幣と五千円紙幣の発行が決定された。依然としてインフレーションや釣銭の扱い等を懸念する声があることも踏まえ、当初は一万円紙幣（C一万円券）を先に発行予定であったところ、様子を見ながら五千円紙幣から順に発行することとなった。
C一万円券よりもこちらの方が1年ほど先に発行されているため、初の五千円紙幣としてC五千円券の発行が開始された時点では最高額面の紙幣であった。発行開始当時の大卒初任給が1万3000円程度ということもあり、当時はこのような高額紙幣は発行する必要があるのかという議論がなされ、小銭を扱う業種では釣銭への対応が難しいといった高額紙幣に対する不安があったが、折しも高度経済成長が始まった時期でもあり高度経済成長の進展とともに順調に流通量が増えていった。
B千円券やC一万円券と同じく肖像は聖徳太子であるが、これらの紙幣との識別性向上のため聖徳太子の肖像は表面中央に描かれている。聖徳太子の肖像については、同じ原画を基にしているものの各券種で別に彫刻されたものであるためそれぞれ表情が僅かに異なっている。裏面中央には東京都中央区にある日本銀行本店本館が描かれているが、かつて甲百圓券に描かれた際とは構図が異なり、さらに甲百圓券発行当時はまだ存在しなかった日本銀行本店3号館も本館の東側（右奥）に隣接して描かれている。裏面右側には積み上げられた6箱の千両箱の上に立つ2頭の獅子（ライオン）が日本銀行行章を掲げ持つ図柄が描かれているが、これは日本銀行本店の扉や門などに彫刻されている紋章と同じものである。なおB号券からE号券までの各券種では題号の「日本銀行券」、漢字表記の額面金額、銀行名の「日本銀行」といった各種文言は表面の中央か左側に纏めて3行構成で表記されているが、C五千円券に限ってはそれぞれ離れた場所に記載されている。大型の寸法の券面のため、記番号は4ヶ所に印刷されている。
透かしも聖徳太子の肖像であるが、笏を持たない姿を描いている点で表面中央に印刷された肖像と異なっている。B号券以前の透かしよりも精緻で明瞭となったほか、B号券とは異なりその部分には印刷がされていないためこれを容易に確認できる。更に左側の地模様の印刷と重なる部分にも「5000」の数字の透かしが入れられている。乙五圓券以来の透かしの図柄が人物画で、透かし部分が空白となっている紙幣である。紙幣用紙は三椏などを原料とするものであるが、洗濯機の普及により誤って洗濯機にかけられて紙幣が損傷するなどの事象が多発したため、用紙の強化を目的に尿素樹脂が添加されている。
B号券では製造効率の向上のためにB五十円券を除き縦方向の寸法を同じにして、横方向の寸法のみを額面金額が上がるにつれて8mm間隔で長くしていたが、C号券では券種識別性向上のために額面金額が上がるにつれて縦方向に4mm、横方向に5mmずつ長くする形式に変更された。
使用色数は、表面9色（内訳は凹版印刷による主模様2色、地模様5色、印章1色、記番号1色）、裏面5色（内訳は凹版印刷による主模様1色、地模様3色、印章1色）となっている。新技術である多色凹版印刷が盛り込まれ、凹版印刷による主模様が途中から色の変わる2色刷りとなっている。地模様も印刷色が大幅に増加し、従来の券種と比較すると幾分カラフルな見た目の券面となっている。
沖縄の本土復帰に伴う通貨交換（第五次通貨交換）用の特殊記号券が存在し、記番号の英字の組み合わせのうちいくつか特定のものがこれに当たるがその現存数は非常に少ない。
2024年（令和6年）現在では、鉄道駅の券売機やATM、自動釣銭機等の各種機器で受け付けられないほか、対面取引で行使しようとする場合も見慣れぬ紙幣で真贋が判断できないとして受け取りを拒否されることがある。銀行の窓口に持ち込むと口座への預け入れや現行の紙幣・硬貨への交換ができるが、場合によっては日本銀行での鑑定に回され日数を要する場合がある他、銀行によっては取り扱い手数料が要求されることがある。

## D号券

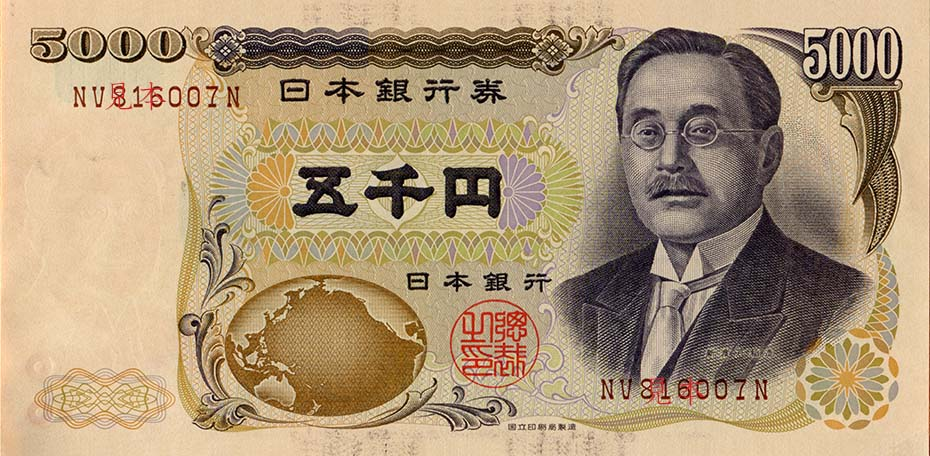
表面

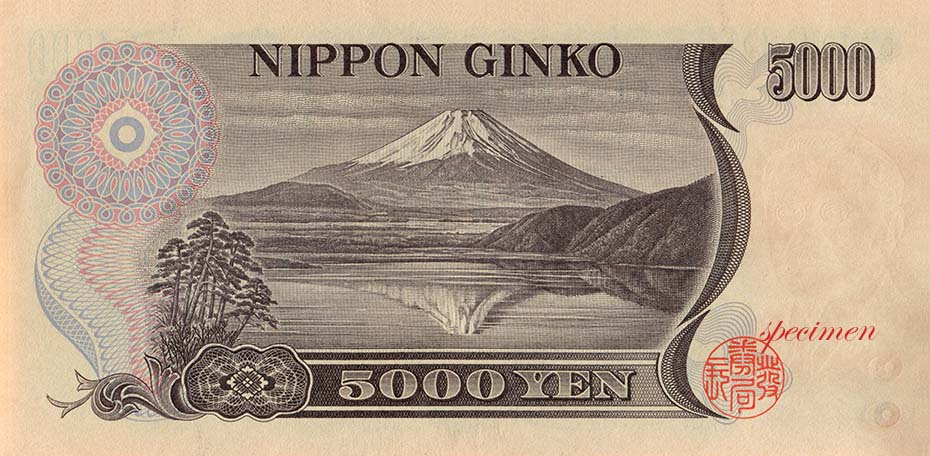
裏面

D券とも呼ばれる。1984年（昭和59年）6月25日の大蔵省告示第76号「昭和五十九年十一月一日から発行する日本銀行券壱万円、五千円及び千円の様式を定める件」で紙幣の様式が定められている。主な仕様は下記の通り。
- 日本銀行券
- 額面 五千円（5,000円）
- 表面 新渡戸稲造[15]、太平洋を中心とした地球
- 裏面 富士山（本栖湖に映る逆さ富士）、赤松
- 印章 〈表面〉総裁之印（ミニ改刷後は特殊発光インキ）　〈裏面〉発券局長（ミニ改刷後は特殊発光インキ）
- 銘板 大蔵省印刷局製造／財務省印刷局製造／国立印刷局製造（製造時期により3種類あり）
- 記番号仕様
  - 記番号色 黒色／褐色（製造時期により2種類あり）
  - 記番号構成 記号：英字1 - 2文字＋通し番号：数字6桁＋記号：英字1文字
- 視覚障害者用識別マーク 丸印が縦に2つ（透かし・左下隅）
- 寸法 縦76mm、横155mm[15]
- 製造実績
  - 印刷局から日本銀行への納入期間 1983年（昭和58年）12月20日[5] - 2003年（平成15年）
  - 製造枚数 [16]
    - 2,385,600,000枚［記番号：黒色］
    - 2,014,200,000枚［記番号：褐色・大蔵省銘］
    - 531,000,000枚［記番号：褐色・財務省銘］
    - 74,200,000枚［記番号：褐色・国立銘］
- 発行開始日 1984年（昭和59年）11月1日[15]
- 支払停止日 2007年（平成19年）4月2日[2]
- 有効券

C五千円券の発行開始から20年以上が経過しC号券で使用された紙幣製造技術や偽造防止技術が陳腐化してきたことや、飛躍的な印刷技術の向上を背景に1980年代初め頃から精巧な偽造券が散見されるようになったことから、偽造防止対策強化のためにD号券が発行された。D一万円券、D五千円券、D千円券の3券種同時の改刷であるが、日本銀行券で3券種が同日に改刷されるのは第二次世界大戦以降では初めてである。またこの頃にはATMや両替機、自動販売機（自動券売機）といった紙幣取扱機器も広く普及し始めていたことからこれも念頭に置いたうえで改刷が行われた。
D号券では各額面の人物肖像に文化人が採用された。世界的な傾向として国家元首や政治家だけでなく、文化人も紙幣肖像に採用されるようになったことがD号券で文化人が採用された理由である。五千円券の肖像には女子教育に尽力した教育者の新渡戸稲造が選ばれ、表面右側に肖像が描かれている。新渡戸稲造が慶祝用の白のネクタイを着用しているのは、養女の結婚式に出席した際に妻と共に撮影した写真を原画としたためである。この肖像の原画となった写真では新渡戸稲造が首を傾げているため（新渡戸稲造は首を右側に傾ける癖があった)、首の傾きを修正した上で使用している。額面の下には太平洋を中心とした地球が描かれているが、これは新渡戸の「我、太平洋の架け橋とならん」という言葉に因んだものである。D五千円券を除くD号券およびE号券の紙幣の表面は全てが左側に漢数字で額面金額等の表記、中央に透かし、右側に肖像などの図柄となっているが、D五千円券は額面金額と透かしの位置が入れ替わっている。
裏面中央には本栖湖の湖面に富士山が映る逆さ富士が描かれている。これは現在の山梨県南巨摩郡身延町の本栖湖畔で撮影された岡田紅陽の「湖畔の春」という写真を基にして描かれており、同じ原画はE千円券にも使われている。湖面に富士山が映る光景は年に1、2度しかないといわれる珍しいものである。また左側には赤松の木があしらわれている。なお日本銀行券では日本銀行行章は裏面にのみ入っているものが多い中、このD五千円券は表面の額面金額の文字に重なっている所にも日本銀行行章が入っている数少ない例の一つである。
初期の記番号は黒色で印刷されていたが、1993年（平成5年）12月1日発行分から記番号の色を褐色に変更するとともに、「ミニ改刷」と呼ばれる一部改造券を発行した。従来のデザインはそのままに、追加でマイクロ文字（「NIPPON GINKO」、凹版印刷部分に表裏の要所で採用）、特殊発光インキ（紫外線照射により発光するインキであり、表面印章「総裁之印」のオレンジ色発光と、裏面印章「発券局長」の赤色発光が確認できる。）等の偽造防止技術が施されている。なおミニ改刷前の黒色記番号は記番号の組み合わせを全部使い切っていなかった。
中央省庁再編及び独立行政法人化に伴う製造者の名称変更に伴い、褐色記番号の紙幣紙幣の製造者名の銘板表記については、当初は「大蔵省印刷局」、2001年（平成13年）5月14日発行分から「財務省印刷局」、2003年（平成15年）7月1日発行分から「国立印刷局」と3度変更されている。
D五千円券の変遷の詳細を整理すると下表の通りとなる。下記の4タイプに分かれる。
| 発行開始日                | 記番号色 | マイクロ文字 | 印章         | 銘板（製造者名） | 変更理由                                   |
| ------------------------- | -------- | ------------ | ------------ | ---------------- | ------------------------------------------ |
| 1984年（昭和59年）11月1日 | 黒色     | なし         | 特殊発光なし | 大蔵省印刷局製造 |                                            |
| 1993年（平成5年）12月1日  | 褐色     | あり         | 特殊発光あり | 大蔵省印刷局製造 | 偽造防止力向上のための様式変更（ミニ改刷） |
| 2001年（平成13年）5月14日 | 褐色     | あり         | 特殊発光あり | 財務省印刷局製造 | 製造者の組織変更                           |
| 2003年（平成15年）7月1日  | 褐色     | あり         | 特殊発光あり | 国立印刷局製造   | 製造者の組織変更                           |

透かしは肖像と同じく新渡戸稲造であり、従来よりも大型で白黒の階調のはっきりしたすき入れとなっている。ただし肖像と透かしでは新渡戸稲造の肖像の図柄が左右反転になっている。視覚障害者が触覚で容易に券種を識別できるよう、表面から見て左下隅に識別マークとして点字の「い」を模した「丸印が縦に2つ」透かしにより施されている。透かしによる視覚障害者用識別マークは世界初である。
寸法については前代のC五千円券と比べて縦方向・横方向ともに小型化している。これは世界的な紙幣の小型化の流れに合わせたものであるほか、製造能力の向上や省資源化、機械等での取扱上の利便性などを考慮したものである。同時に改刷されたD号券3券種で比較すると縦方向の寸法は同じで、横方向の寸法のみを額面金額が上がるにつれて5mmずつ長くする形式となっている。なお後に発行されたD二千円券と比較すると横方向は1mmしか違わない。
使用色数は、表面9色（内訳は凹版印刷による主模様2色、地模様5色、印章1色、記番号1色）、裏面4色（内訳は凹版印刷による主模様1色、地模様2色、印章1色）となっている。複写機やイメージスキャナなどでの色分解を困難にするため、なるべく原色を避け中間色を多用した印刷となっている。
当初、大蔵省は女性を採用することで、清新さをアピールするつもりで紫式部・清少納言・与謝野晶子・樋口一葉らを候補に挙げていた。しかし紫式部と清少納言は写真が存在せず、与謝野晶子は孫が当時の国会議員である与謝野馨であること、樋口一葉は短命であったことがマイナス材料となり結局見送られた（後述するように樋口一葉はE号券で採用）。最終的に人選が決まったのは1980年（昭和55年）6月のことで、東京女子大学の初代学長で女子教育に力を入れた新渡戸稲造が採用されることとなった。なお当時の鈴木善幸首相の出身地は新渡戸と同じ岩手県である。
2024年（令和6年）現在では、鉄道駅の券売機やATM、自動釣銭機等の各種機器で受け付けられない場合が多いほか、対面取引で行使しようとする場合も見慣れぬ紙幣で真贋が判断できないとして受け取りを拒否されることも考えられる。銀行の窓口に持ち込めば口座への預け入れや現行の紙幣・硬貨への交換ができる。

## E号券

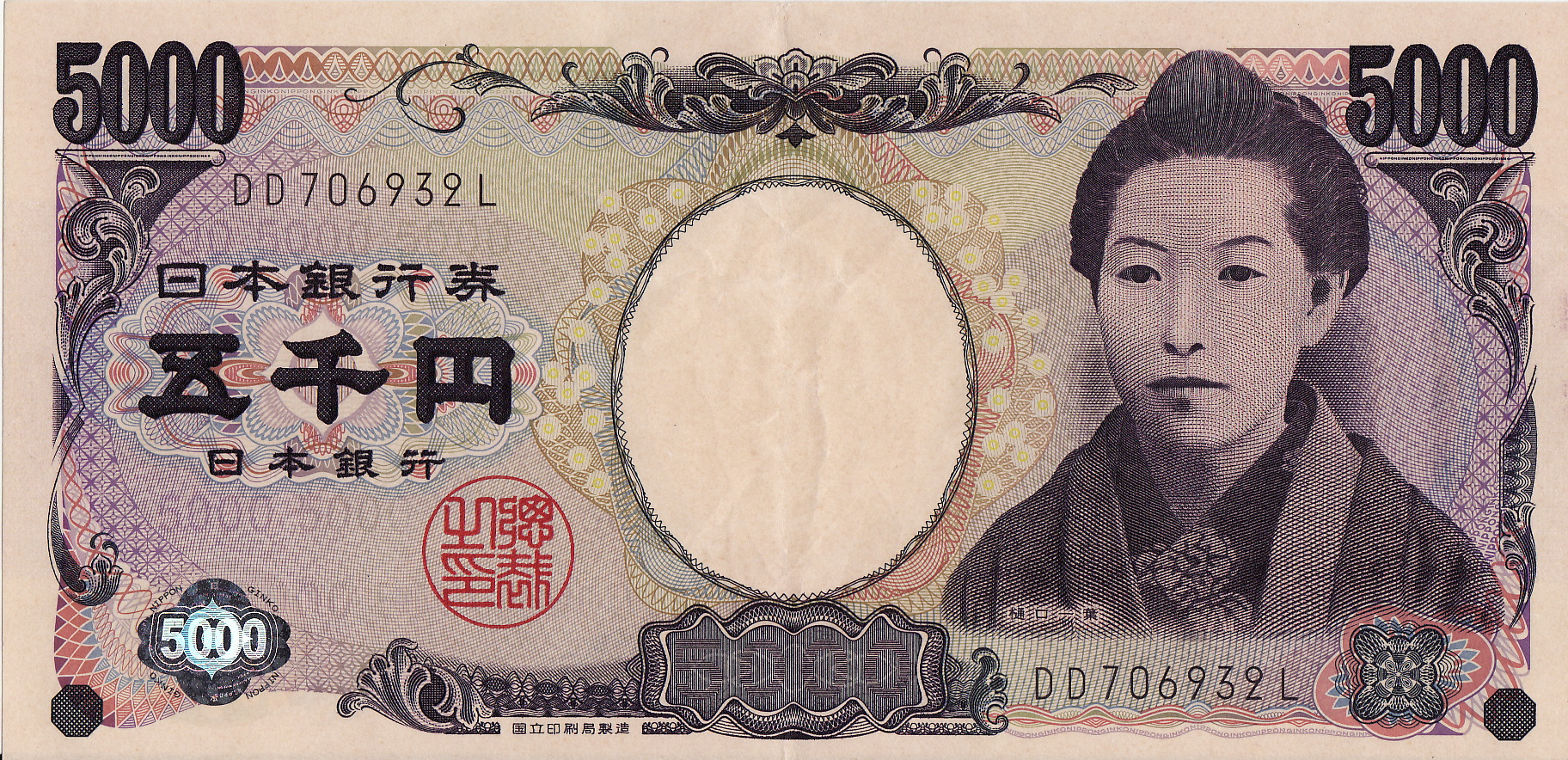
表面

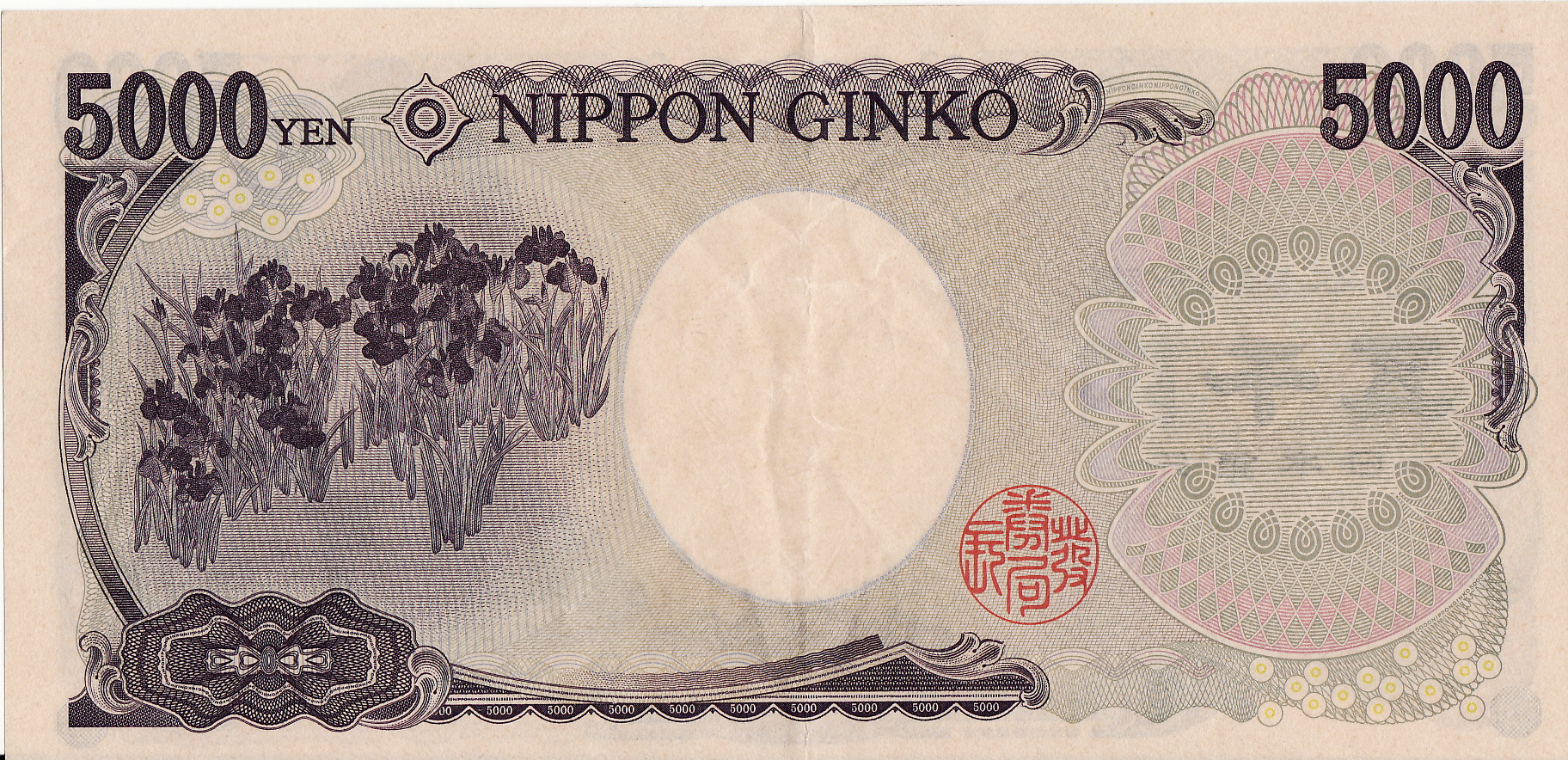
裏面

E券とも呼ばれる。2004年（平成16年）8月13日の財務省告示第374号「平成十六年十一月一日から発行を開始する日本銀行券壱万円、五千円及び千円の様式を定める件」で紙幣の様式が定められている。主な仕様は下記の通り。
- 日本銀行券
- 額面 五千円（5,000円）
- 表面 樋口一葉[30]
- 裏面 尾形光琳筆「燕子花図」[30]
- 印章 〈表面〉総裁之印（特殊発光インキ）　〈裏面〉発券局長
- 銘板 国立印刷局製造
- 記番号仕様
  - 記番号色 黒色／褐色（製造時期により2種類あり）
  - 記番号構成 記号：英字1 - 2文字＋通し番号：数字6桁＋記号：英字1文字
- 視覚障害者用識別マーク 八角形（深凹版印刷、左下隅・右下隅）
- 寸法 縦76mm、横156mm[30]
- 発行開始日 2004年（平成16年）11月1日[30]
- 発行中（製造は終了）
- 有効券

D号券3券種の発行開始からおよそ20年が経過し、印刷技術の革新や複写機やイメージスキャナ、コンピュータの画像処理ソフトウェアなどの普及・高性能化を背景に2002年（平成14年）頃から偽造券の発見が急増するようになってきたことや、諸外国でも新たな偽造防止技術を盛り込んだ紙幣が1990年代末期以降続々と発行されており、日本だけが旧世代の紙幣の発行を続けると国際的な偽造団による標的となる恐れがあることを踏まえ、E一万円券、E五千円券、E千円券の3券種が同時に改刷された。
肖像はD号券で見送られた小説家の樋口一葉が選定されたが、日本銀行券の表面の肖像に女性が描かれるのは初めてである。なお樋口一葉の肖像の原版彫刻に手間取ったため、当初2004年（平成16年）7月頃発行予定であったところ、発行開始時期が3か月延期されている。表面右側には樋口一葉の肖像が（なお原本にはなかった着物の柄を追加している）、裏面左側には燕子花を描いた屏風絵である国宝の「燕子花図」（尾形光琳筆）の図柄が採用されている。日本銀行券では日本銀行行章は裏面にのみ入っているものが多い中、このE五千円券は表面の額面金額の文字に重なっている所にも日本銀行行章が入っている数少ない例の一つである。
偽造防止技術にはミニ改刷後のD号券で採用されていたマイクロ文字、特殊発光インキに加え、D二千円券から採用された深凹版印刷、潜像模様、パールインク、ユーリオン等が引き続き導入されている。これに加え、新たに表から見て右側に用紙を薄くしてすき入れした「すき入れバーパターン」と、見る角度によって像（金属箔に刻まれた絵柄）が変わる「ホログラム」が採用された。E五千円券には肖像の右側付近に縦棒のすき入れが2本入っており、ホログラムの像は光の入射角により桜花、日本銀行行章、額面金額の「5000」の数字などが確認できる。マイクロ文字については、「NIPPON GINKO」を凹版印刷・ドライオフセット印刷の部分に表裏に多数採用しており、大小取り混ぜた形となっている。特殊発光インキについては表面の印章および地紋の一部に紫外線発光インクを採用しており、ブラックライトを照射すると表面の印章「総裁之印」がオレンジ色に発光する他、表面の地模様の一部がオレンジ色に、裏面の地模様の一部が黄緑色に発光する。ミニ改刷後のD号券と異なり裏面の印章「発券局長」は発光しない。なおD二千円券で採用された光学的変化インクは使用されていない。
公式に発表されていないが、表面と裏面に「ニ」「ホ」「ン」（日本）の片仮名がシークレットマーク（暗証）として入っていることが確認できるほか、D二千円券に引き続いてユーリオンも採用されている。さらにホログラムの上下にも漢字で「日」「本」の文字が刻まれている。
視覚障害者が触覚で券種を識別できるようにした識別マークについてはD一万円券、D五千円券、D千円券で採用されていた透かしによるものから変更され、紙幣の表面下端の左右に深凹版印刷によりインクを盛り上げて凸凹を感じられるようにした方式が取られている。E五千円券には「八角形」の識別マークが施されている。また国立印刷局によりスマートフォンで金種の判別・読み上げができるアプリ「言う吉くん」を提供されている。
ホログラムの透明層は光沢がありその他の印刷面と触感が異なることから、これを用いても券種の識別が行えるよう発行途中で改造が行われている。発行当初、五千円券のホログラムの透明層は一万円券のものと同一面積・形状の楕円形であったが、2014年（平成26年）5月12日に、五千円券のホログラムの透明層が従前よりもやや大きい角丸四角形に変更され、これにより視覚障害者にとって一万円券と五千円券の識別性の向上が図られた。また同時に記番号の色も黒色から褐色に変更された。
2024年（令和6年）7月にF五千円券が発行されるのを前に、2022年（令和4年）9月までにE五千円券を含むE号券3券種の製造が終了した。
E五千円券の変遷の詳細を整理すると下表の通りとなる。
| 発行開始日                | 記番号色 | ホログラム透明層の形状 | 変更理由                       |
| ------------------------- | -------- | ---------------------- | ------------------------------ |
| 2004年（平成16年）11月1日 | 黒色     | 楕円形                 |                                |
| 2014年（平成26年）5月12日 | 褐色     | 角丸四角形             | 券種識別性向上のための様式変更 |

透かしは肖像と同じく樋口一葉である。紙幣用紙は三椏やマニラ麻などを調合したものが用いられている。前代のD五千円券と比較すると横方向の寸法が1mm長くなっているが、これは従前D二千円券とD五千円券の横方向の寸法差が1mmしかなかったため、識別性を向上するためのものである。これによりD二千円券との寸法差は2mmとなっている。
使用色数は、表面14色（内訳は凹版印刷による主模様2色、地模様10色、印章1色、記番号1色）、裏面7色（内訳は凹版印刷による主模様1色、地模様5色、印章1色）となっている。基調となる色はD号券と同系統の色調を受け継いでおり、E五千円券はD五千円券と同じく紫色系であるが、より鮮やかな色合いとなっている。

## F号券

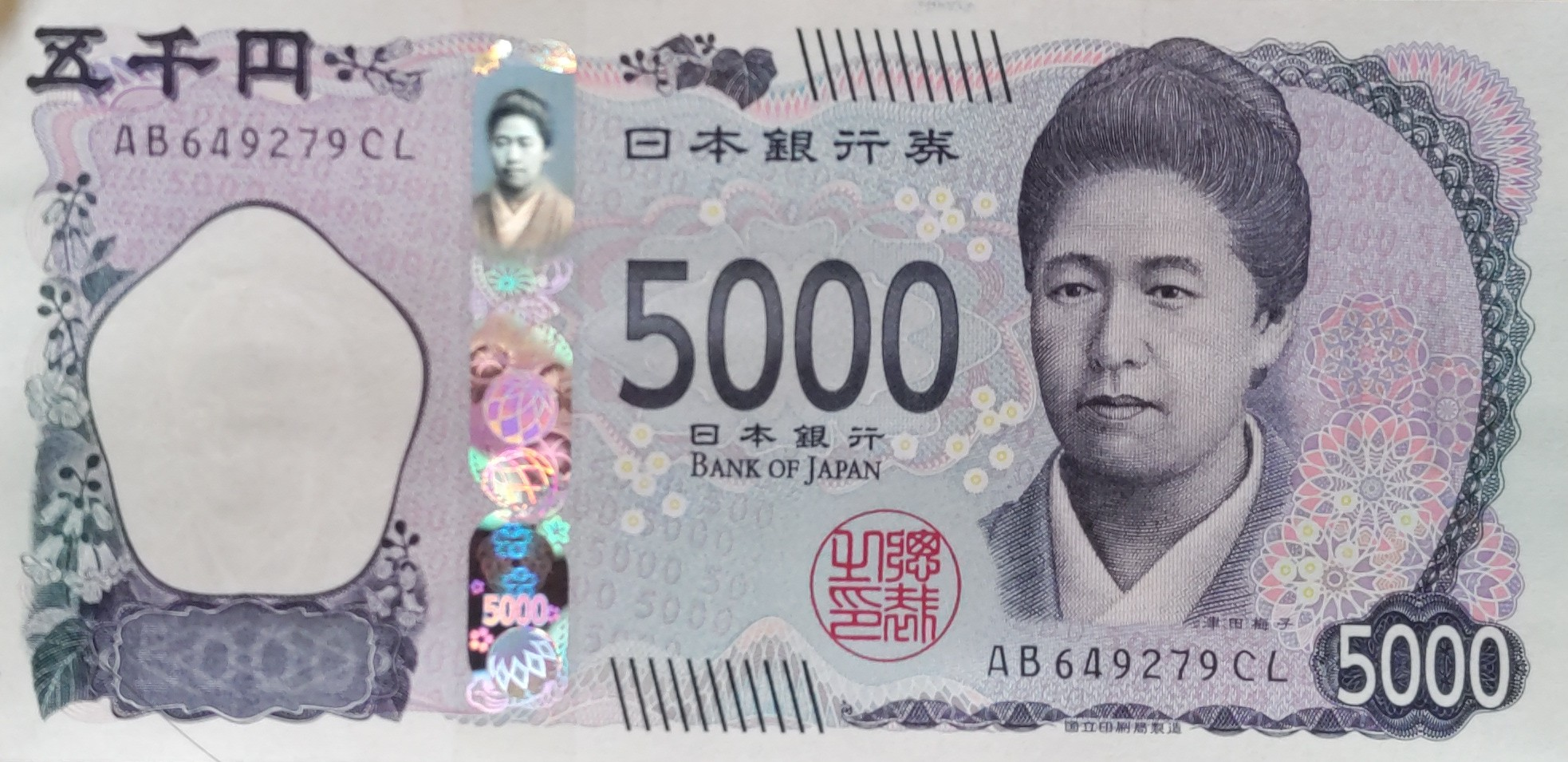
表面

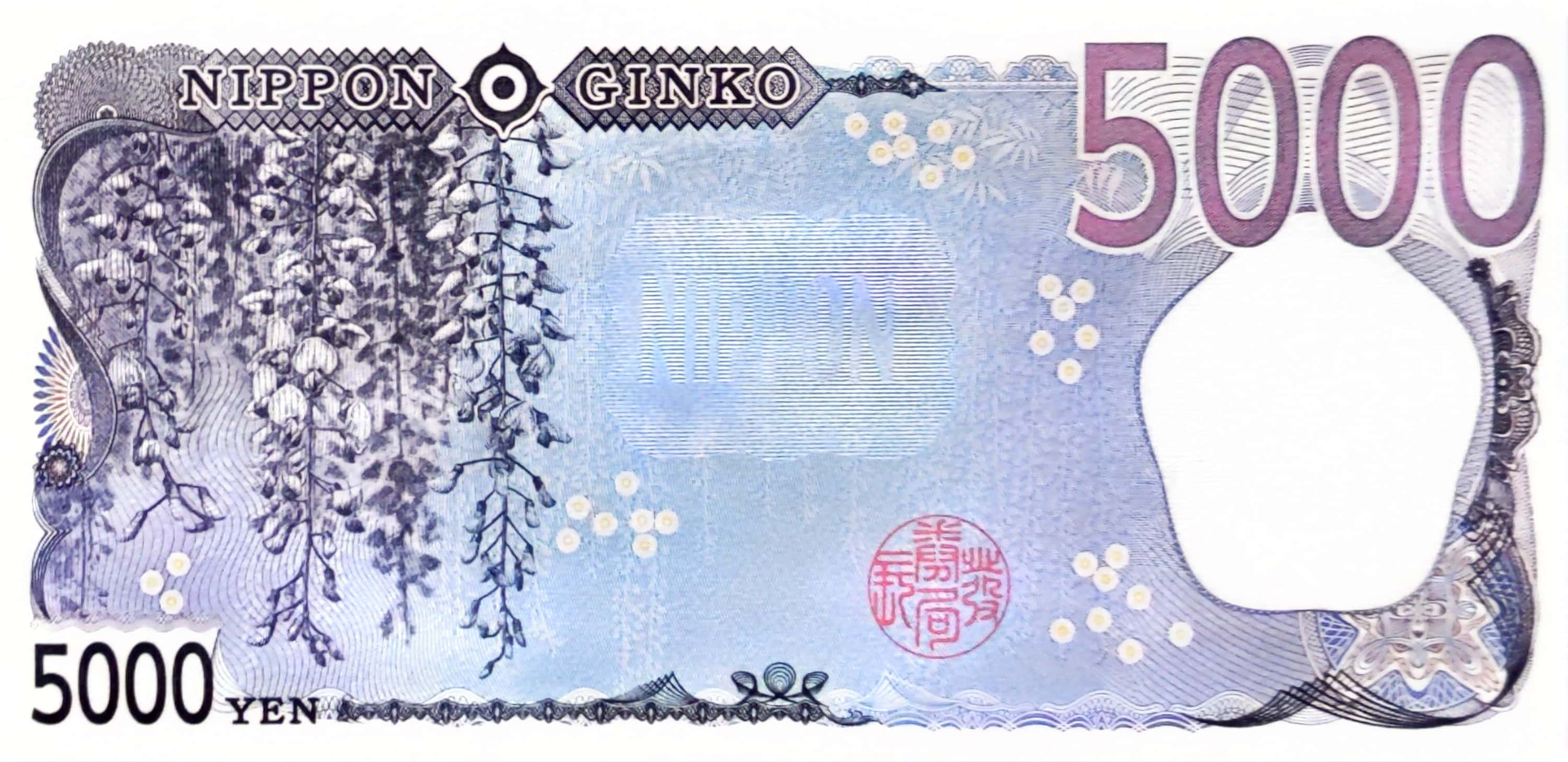
裏面

F券とも呼ばれる。2023年（令和5年）12月15日の財務省告示第314号「令和六年七月三日から日本銀行が発行を開始する日本銀行券壱万円、五千円及び千円の様式を定める件」で紙幣の様式が定められている。主な仕様は下記の通り。
- 日本銀行券
- 額面 五千円（5,000円）
- 表面 津田梅子
- 裏面 藤
- 印章 〈表面〉総裁之印（特殊発光インキ）　〈裏面〉発券局長
- 銘板 国立印刷局製造
- 記番号仕様
  - 記番号色 黒色
  - 記番号構成 記号：英字2文字＋通し番号：数字6桁＋記号：英字2文字
- 視覚障害者用識別マーク 上下隅に斜線の連続模様（深凹版印刷）
- 寸法 縦76mm、横156mm
- 発行開始日 2024年（令和6年）7月3日[48]
- 発行中
- 有効券

2024年（令和6年）7月3日に、偽造抵抗力の強化やユニバーサルデザインへの対応など目的としてF一万円券・F五千円券・F千円券の3券種が同時に改刷された。
刷新後の五千円紙幣はD五千円券・E五千円券と同様の紫色系を基調とした色合いで、表面の肖像は教育者の津田梅子、裏面は日本固有種の植物であり古事記や万葉集にも登場する藤の一種のノダフジ（野田藤）の花が描かれた図案である。加えて、裏面中央部の地模様にも藤の花や葉がデザインされている。また、表面の左端や上部などの輪郭には桐の花葉があしらわれている。なお、津田の肖像は30歳代の写真を原画としているが、原画の写真は右向きであったのに対し、肖像では左向きに左右反転して描かれている。この肖像の左右反転については、デザイン業界や印刷出版業界では御法度とされる人物像の「裏焼き」であるとして批判が相次いだところでもあるが、前例としてはB五百円券やC五百円券の岩倉具視の肖像も左右反転となっている。
表面の肖像画・透かし・額面の基本的なレイアウトはD五千円券のものに似た配置に戻されたほか、D号券・E号券では漢数字で額面が記載されていた箇所にアラビア数字で「5000」と大きく描かれ、漢数字による額面の「五千円」は左上隅に、従来右上隅にあった「5000」の額面は右下隅に入れ替わる形で配置されている。裏面の右上隅のアラビア数字も非常に大きく描かれており、従来の日本銀行券とは印象が大きく異なる。
記番号も8桁または9桁の形式から「AA000001AA」のような形式の10桁に変更された。
公表されている新たな偽造防止技術としては、高精細すき入れ模様とストライプタイプのホログラムが導入された。高精細すき入れは、津田梅子の肖像の透かしの背後に緻密な菱形の格子模様をすき入れたものである。ホログラムの図柄は3Dホログラムで、見る角度によってホログラムの図柄の津田梅子の肖像の顔の向きが連続的に変化して回転しているように見えるものであり、紙幣の偽造防止対策として採用されるのは世界初である。また、ホログラムにはこの他に複数の手毬と、梅、牡丹菊、朝顔、萩、桔梗、桜の花、および額面金額の「5000」の数字などの図柄が確認できる。
この他、E号券でも搭載されていた、マイクロ文字、特殊発光インキ、深凹版印刷、潜像模様、パールインク、すき入れバーパターン等の偽造防止技術も引き続き採用されている。マイクロ文字については、E号券と比較すると大幅に減らされており、凹版印刷で表裏各3ヶ所、合計6ヶ所「NIPPON GINKO」の文字が入っている程度となっている。潜像模様については、傾けると表面に「5000」、裏面に「NIPPON」の文字が見える仕掛けになっている。特殊発光インキについては表面の印章および地紋の一部に紫外線発光インクを採用しており、ブラックライトを照射すると表面の印章「総裁之印」がオレンジ色に発光する（裏面の印章「発券局長」は発光しない）他、表面・裏面の地模様の一部が緑色に発光する。
視覚障害者のための識別マークは券種識別性向上のため形状が変更され、左右隅に深凹版印刷による11本の斜線の連続模様が配置されている。また券種ごとにホログラムや透かしの位置を変えるなど識別マーク以外でも区別しやすいよう考慮されている。五千円券ではホログラム貼付位置は表面左側中央寄り、透かしのすき入れ位置は券面左端で、透かし部分の形状は角丸五角形となっており、明確に識別できるようF号券の他券種と配置を変えている。
券面の寸法については変更すると自動販売機やATMなどの紙幣取扱機器への影響が大きいため、従来通りとなっている。
2019年（平成31年）4月9日に改刷が発表され、2021年（令和3年）11月26日よりF五千円券の製造が開始された。発行予定日の5年も前に改刷が発表され2年半ほど前から製造されたのは、前回のE号券への改刷時に準備期間が短かったために自動販売機やATMの改修が間に合わず半数程度しか対応できなかった反省から、自動販売機やATMその他の新紙幣を扱う各種機器の改修の際にテストを入念にし、障害やトラブルが起きないようにするためとされる。
2021年（令和3年）9月に発表されたF五千円券の見本のデザインでは、2019年（平成31年）4月の改刷発表当時に公表された当初のラフスケッチからの変更点として、表面の額面金額の大きなアラビア数字「5000」の下の発行元銀行名「日本銀行」の文字の更に下に「BANK OF JAPAN」の発行元銀行名の英語表記が追加されているほか、視覚障害者のための識別マークの斜線が9本から11本に増やされている。発行元銀行名の表記について、ローマ字の「NIPPON GINKO」の表記は従来の日本銀行券でも採用されている券種が多かったが、英語の「BANK OF JAPAN」の表記は日本銀行券史上初となる。
使用色数は、表面13色（内訳は凹版印刷による主模様2色、地模様9色、印章1色、記番号1色）、裏面8色（内訳は凹版印刷による主模様1色、地模様6色、印章1色）となっている。

## その他五千円紙幣に関する事項
- 銀行等の金融機関のATMでは五千円紙幣の入金は可能であるが、カセットボックスの技術的問題や製造コストの関係上、五千円紙幣の出金に対応しているATMは現在のところ稀である。
  - ゆうちょ銀行には五千円紙幣の出金に対応するものが設置されていることがあるが、その場合でも五千円紙幣で出金するには工夫が必要である。ただし最新の機種ではその機能も外されている。
  - 金融機関の店舗内にある両替機を使って、五千円紙幣を出金することは可能であるが、新券両替を切らしたり一部の両替機では五千円紙幣の出金を停止している場合がある。
  - C号券時代には五千円紙幣の出金が可能なATMも多数存在した。
- 五千円紙幣の市中での流通枚数は一万円紙幣や千円紙幣と比較すると圧倒的に少ない[67]。流通枚数の増加傾向にある一万円紙幣や千円紙幣とは異なってほぼ横ばい状態である[67]。前述のATMの事情の他、レジや自販機等の機械に五千円紙幣が入っていない、あるいは五千円紙幣の出金に対応していないという理由で、5000円以上の釣銭の千の位が千円紙幣5～9枚で支払われる場合もしばしばある。
- 一万円紙幣に次いで2番目に高額であることから、現在小売店や飲食店等では五千円紙幣で支払った場合、店員が「五千円入ります」と声を掛けることも稀にある。最高額の紙幣である一万円紙幣に対する「一万円入ります」の声掛けの例は多く、この慣習はC号券時代からある（詳細は一万円紙幣#その他一万円紙幣に関する事項を参照）が、C号券時代にはC一万円券とC五千円券の肖像画が同じ聖徳太子で、「一万円入ります」の声掛けによってはっきり区別する意味があったことから、五千円紙幣に対する「五千円入ります」の声掛けの慣習は少なくともC号券時代には存在しなかった。
- 流通している五千円紙幣の寿命は釣り銭などのやりとりが多く傷みやすいため、平均1～2年程度とされる。
- 日銀の勘定店における現金受入時においては、E五千円券・F五千円券は現行券（新券）として定量束（10把、1000枚）単位での受入のみを行う。一方、C五千円券・D五千円券は旧券として定量束に加え、端数束（10把未満の把を取り纏めたもの）単位での受入を行い、受入単位に取り纏めることに支障のあるものは引換依頼を行って差し支えないものとされている。
- 現在発行されていない旧紙幣のC号券・D号券は現存数が非常に多いため、珍番号やエラーなどの条件がない限り古銭商が買い取りすることはほぼない。

## 変遷
概ね20年程度の間隔で改刷が行われ、図柄を改めると同時に最新の偽造防止技術を導入することで偽造防止力を確保している。
- 1957年（昭和32年）9月17日：C五千円券の様式を制定[4]。
- 1957年（昭和32年）10月1日：C五千円券発行開始[4]。図柄は聖徳太子と日本銀行本店本館。
- 1984年（昭和59年）6月25日：D五千円券の様式を制定[15]。
- 1984年（昭和59年）11月1日：D五千円券発行開始[15]。図柄は新渡戸稲造と富士山。大蔵省銘で記番号は黒色。
- 1986年（昭和61年）1月4日：C五千円券の日本銀行からの支払停止[2]。
- 1993年（平成5年）6月24日：偽造防止力を向上したD五千円券の一部改造券の様式を制定[21]。
- 1993年（平成5年）12月1日：偽造防止力を向上したD五千円券の一部改造券発行開始（ミニ改刷）[21]。記番号を褐色に変更。
- 2001年（平成13年）3月30日：銘板表記を変更したD五千円券の様式を制定[23]。
- 2001年（平成13年）5月14日：銘板表記を変更したD五千円券発行開始[23]。財務省銘に変更。
- 2003年（平成15年）6月13日：銘板表記を再変更したD五千円券の様式を制定[24]。
- 2003年（平成15年）7月1日：銘板表記を再変更したD五千円券発行開始[24]。国立銘に変更。
- 2004年（平成16年）8月13日：E五千円券の様式を制定[30]。
- 2004年（平成16年）11月1日：E五千円券発行開始[30]。図柄は樋口一葉と尾形光琳筆「燕子花図」。記番号は黒色。
- 2007年（平成19年）4月2日：D五千円券の日本銀行からの支払停止[2]。
- 2013年（平成25年）12月3日：券種識別性を向上したE五千円券の一部改造券の様式を制定[21]。
- 2014年（平成26年）5月12日：券種識別性を向上したE五千円券の一部改造券発行開始[21]。記番号を褐色に変更。
- 2023年（令和5年）12月15日：F五千円券の様式を制定[47]。
- 2024年（令和6年）7月3日：F五千円券発行開始[50][48]。図柄は津田梅子と藤。